# Cioccolato
Il cioccolato, o la cioccolata (specie se fusa o da spalmare), è un alimento derivato dai semi dell'albero del cacao, ampiamente diffuso e consumato in tutto il mondo. Il termine "cioccolata" viene utilizzato come sinonimo di "cioccolato" oppure per indicare una bevanda liquida a base di polvere di semi di cacao, nell'uso occidentale contemporaneo invariabilmente con l'aggiunta di zucchero (al contrario di come veniva consumato il cacao in bevande salate e speziate nelle culture precolombiane).
Nella produzione artigianale di qualità, il cioccolato è preparato utilizzando la pasta di cacao come realizzata e imballata nei paesi d'origine con l'aggiunta di ingredienti e aromi. In alcuni casi il produttore parte direttamente dalle fave di cacao procedendo alla tostatura e alle successive fasi della lavorazione. In questo modo il controllo del produttore sulle caratteristiche che avrà il prodotto finito è superiore. Nella produzione industriale o comunque di minor pregio qualitativo, è preparato miscelando il burro di cacao (la parte grassa dei semi di cacao) con polvere di semi di cacao, zucchero e altri ingredienti facoltativi, come il latte, le mandorle, le nocciole, il pistacchio o altri aromi.
Oltre a ciò, il cioccolato è anche un ingrediente di svariati dolciumi, tra cui gelati, torte, biscotti e budini. Alcuni studi sembrano confermare che il consumo frequente di cioccolato possa condurre a una particolare forma di dipendenza detta, per analogia con l'alcolismo, cioccolismo. Altri studi dimostrano come l'assunzione di cioccolato stimoli il rilascio di endorfine, in grado di aumentare il buon umore.
A partire dal 2009, il 7 luglio (data in cui il cioccolato sarebbe stato introdotto in Europa nel XVI secolo) si tiene il World Chocolate Day per celebrare questo prodotto.
Il cioccolato è prodotto anche dal cupuaçu (Theobroma grandiflorum, albero della stessa famiglia del cacao). Questo, molto simile al cioccolato a base di cacao, è chiamato cupulate.

## Etimologia
La pianta Theobroma cacao (nome scientifico del cacao) fu classificata considerando il nome che aveva e l'uso che se ne faceva presso le civiltà che la utilizzavano all'epoca: cacao cibo degli dei. Infatti, il cacao, nella lingua della famiglia mixe-zoqueana che parlavano gli Olmechi attorno al 1000 a.C., si pronunciava kakawa. In epoche successive i Maya, più precisamente nel corso del loro periodo classico (fra il III secolo e il X secolo), cominciano a chiamare il Theobroma con il termine "kakaw". In quel tempo si cominciavano a miscelare alla bevanda aromi di varia natura, ad esempio il chili, ed essa assumeva il nome di "ik-al-kakaw".
I Maya amavano la bevanda di cacao preparata con acqua calda. Acqua si diceva haa, e caldo si diceva chacau. La bevanda di cacao assumeva il semplice nome di chacauhaa. Sinonimo di chacau era chocol, da cui deriva chocolhaa, sicuramente il primo nome che si avvicina allo spagnolo chocolate.
Un'ulteriore teoria, che sembra la meno credibile, parte dall'etimologia proposta da Thomas Gage (peraltro molto utilizzata in campo gastronomico), secondo cui la radice sarebbe choco, onomatopeico che indicherebbe il suono prodotto dal "molinillo" che agita la mistura durante la preparazione. Contrariamente a quanto si pensa, poi, il termine molinillo non sarebbe il diminutivo dello spagnolo molino (mulino), che effettivamente ha poco a che fare con il movimento che occorre per preparare il cioccolato, ma dal verbo nahuatl molinìa, che significa muovere, sbattere e agitare, da cui deriva anche il sostantivo moliniani, che indica ciò che si muove o che si agita.

## Storia

### Origini

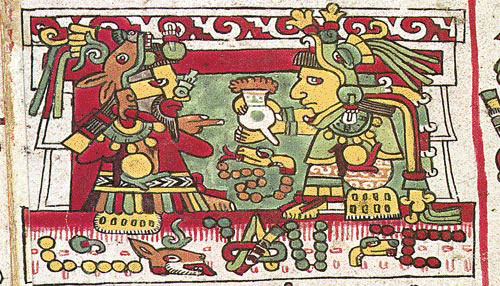
Raffigurazione di due divinità mentre consumano del cioccolato

Benché si ritenga spesso che il cacao iniziò a essere consumato dalle civiltà precolombiane nell'America centrale in un periodo compreso tra il 1900 e il 1400 a.C. Si riporta l'uso di cacao identificato da tre linee indipendenti di prove archeologiche — granuli di amido di cacao, residui di teobromina assorbiti e DNA antico — risalenti a circa 5 300 anni fa (3300 a.C.) recuperati dal sito di Santa Ana-La Florida (SALF) nel Sud-est dell'Ecuador. A nostra conoscenza (conoscenza dei ricercatori), questi risultati costituiscono la prima prova di Teobroma cacao di uso nelle Americhe e primo esempio archeologico inequivocabile del suo uso precolombiano in Sud America. Rivelano anche la regione superiore dell'Amazzonia come il più antico centro di addomesticamento del cacao ancora identificato. Inoltre, stando a quanto dichiarò Michael Blake, professore presso il dipartimento di antropologia della University of British Columbia in uno studio pubblicato su Nature Ecology and Evolution, «le popolazioni della parte superiore del bacino amazzonico, che si estende fino ai piedi delle Ande, nel Sud-est dell'Ecuador, raccoglievano e consumavano cacao che sembra essere un parente stretto di quello successivamente utilizzato in Messico. E facevano ciò 1 500 anni prima (degli abitanti dell'America centrale)». Diversi studi scientifici dimostrano che il cacao svolgeva un ruolo importante nella cultura Mayo-Chinchipe, esistita nell'attuale Ecuador.
Nelle Americhe il cioccolato veniva consumato come bevanda, chiamata xocoatl, spesso aromatizzata con vaniglia, peperoncino e pepe. Tale bevanda era ottenuta a caldo o a freddo con l'aggiunta di acqua e eventuali altri componenti addensanti o nutrienti, come farine e minerali. Altri modi di preparazione combinavano il cioccolato con la farina di mais e il miele. La sua caratteristica principale era la schiuma, che veniva anticamente ottenuta mediante travasi ripetuti dall'alto da un recipiente a un altro.
Lo xocoatl aveva l'effetto di alleviare la sensazione di fatica, effetto probabilmente dovuto alla teobromina in esso contenuta. Esso era un articolo di lusso in tutta l'America centrale pre-colombiana; i semi di cacao erano usati come moneta di scambio, di conto e anche come unità di misura: nel tesoro dell'imperatore Motecuhzoma (più noto con il nome storpiato di Montezuma) se ne poterono trovare quasi un miliardo. Si diceva che lo xocoatl avesse un sapore squisito.
Nella lingua nahuatl che parlavano allora gli aztechi, la desinenza "tl" si pronunciava "te" e "ch" traslittera il suono della "c" dolce. L'accento tonico cadeva sempre sulla penultima sillaba.
Il cacao veniva coltivato, consumato e usato culturalmente anche nella Mesoamerica, regione dalla quale proviene l'albero del cacao (Theobroma cacao). Sebbene i ricercatori abbiano opinioni discordanti su quale cultura mesoamericana abbia per prima coltivato il cacao, i chicchi della pianta iniziarono a essere fermentati nell'America centrale, come confermano diverse testimonianze in quel territorio. Le bevande fermentate a base di cioccolato vengono fatte risalire tra il 1900 e il 1500 a.C. (stando ad altre fonti al 1400 a.C.) Una nave trovata in un sito archeologico olmeco della costa del Veracruz, in Messico, conferma che il cioccolato veniva già preparato dai popoli pre-olmechi nel 1750 a.C. Le analisi fatte in un sito Moyaca sulla costa del Chiapas, in Messico, vogliono che il cioccolato venisse usato per preparare delle bevande già intorno al 1900 a.C. I Pueblo, che occupavano gli odierni Stati Uniti sud-occidentali, erano abituali consumatori di cacao e lo facevano importare dalle culture mesoamericane del Messico meridionale tra il 900 e il 1400 a.C.

#### Nella cultura maya

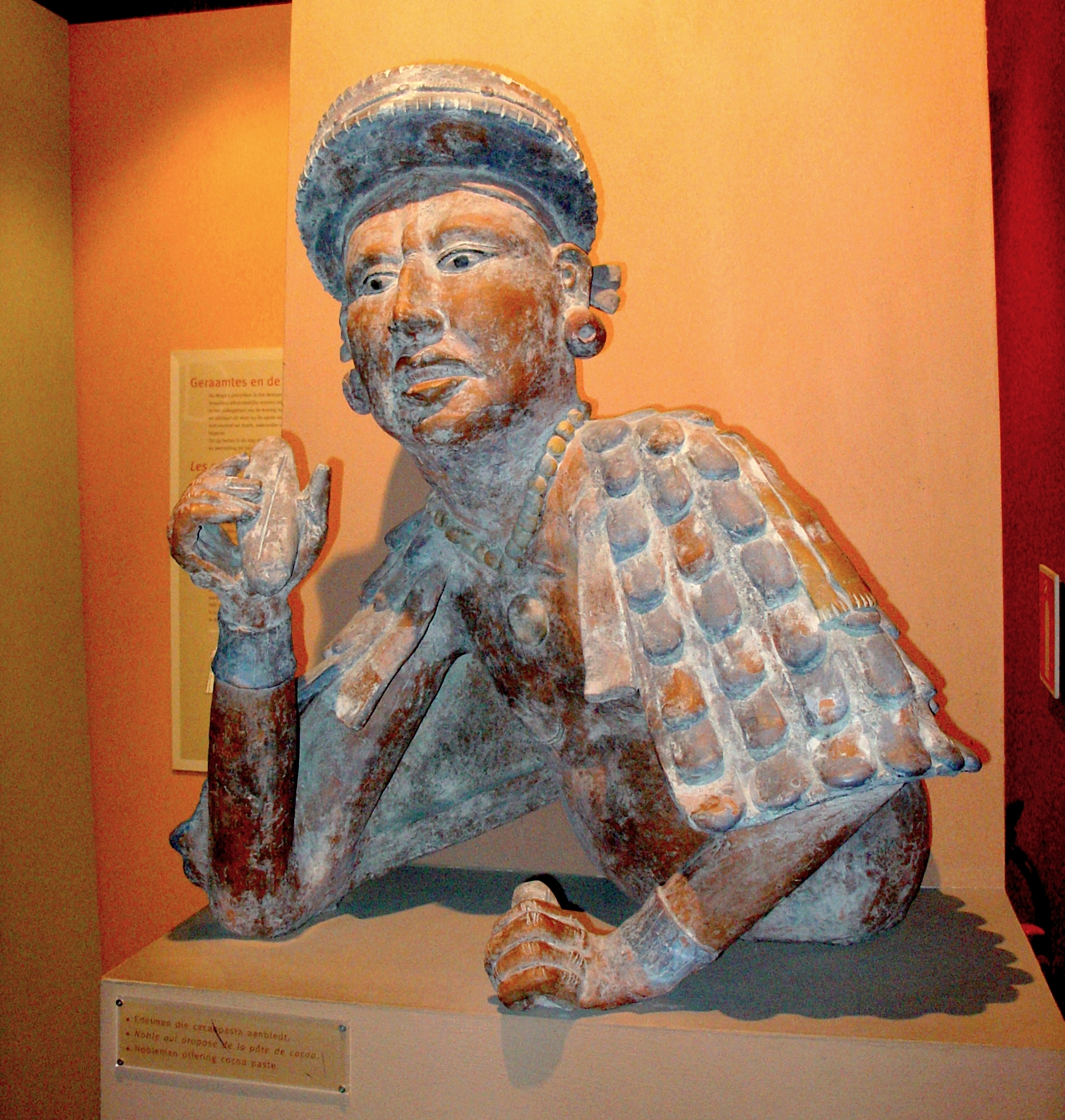
Scultura maya raffigurante un uomo con in mano della pasta di cacao

I Maya sono i primi a coltivare la pianta del cacao nelle terre tra la penisola dello Yucatán, il Chiapas e la costa pacifica del Guatemala. La leggenda dice che la coltura del cacao fu sviluppata dal terzo re Maya, Hunahpu. Gli scritti Maya confermano che la bevanda al cacao era un alimento dalla forte valenza sacra. Il Codice di Dresda specifica che si trattava del cibo del dio della pioggia Chaac, mentre il Codice di Madrid riporta che, per permettere alle piante di cacao di produrre frutti, gli dei vi versavano il loro sangue. Il popolo Maya si riuniva una volta all'anno per ringraziare il dio del cacao Ek Chuah. Inoltre, così come gli Aztechi, associavano il cioccolato a Xochiquetzal, la dea della fertilità. Il consumo della bevanda al cioccolato è raffigurato anche su vasi preispanici. I Maya mescolavano la pasta di semi di cacao tostati con acqua, peperoncini e farina di mais, cuocendo la bevanda più volte e in diverse pentole finché la parte superiore non veniva ricoperta da una spessa schiuma simile a quella che si trova sulla birra.
I Maya preparavano il cioccolato tagliando i baccelli di cacao e lasciavano fermentare i semi per alcuni giorni. In alcuni casi, venivano anche tostati sul fuoco per conferire loro un gusto affumicato. Dopo essere stati privati della buccia, se ne ricavava una pasta macinandoli. I Maya usavano raramente i dolcificanti e insaporivano la pasta di cacao con fiori edibili, baccelli di vaniglia, peperoncini e altri aromi. Per far sì che questo liquido al cioccolato avesse una consistenza schiumosa, lo si serviva in appositi contenitori tozzi ricchi di disegni e motivi intricati. Presso i Maya il cioccolato veniva chiamato kakaw uhanal, ovvero "cibo degli dei", e il suo consumo era riservato solo ad alcune classi della popolazione (sovrani, nobili e guerrieri). Veniva offerto insieme con l'incenso come sacrificio alle divinità e a volte mischiato al sangue degli stessi sacerdoti. A conferma di ciò, sono stati trovati diversi esempi di raffigurazione della pianta del cacao su alcuni vasi e codici miniati Maya.

#### Nella cultura azteca

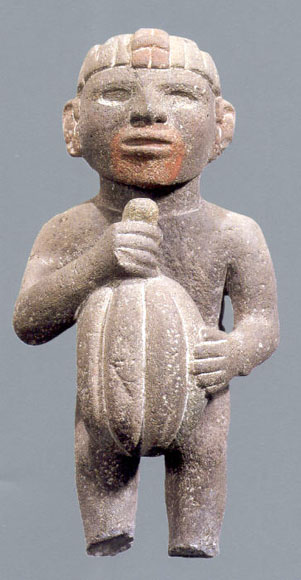
Scultura azteca di un uomo con in mano un frutto di cacao

A differenza dei Maya dello Yucatán, gli Aztechi bevevano il cioccolato freddo. Veniva consumato in molte circostanze diverse: fungeva infatti da afrodisiaco, era una ricompensa per gli uomini dopo i banchetti, ed era consumato dai soldati aztechi durante le battaglie. Gli Aztechi credevano che in tempi remoti una principessa fu lasciata dal suo sposo partito in guerra a guardia di un immenso tesoro; quando arrivarono i nemici la principessa si rifiutò di rivelare il nascondiglio di tale tesoro e fu per questo uccisa; dal suo sangue nacque la pianta del cacao, i cui semi sono così amari come la sofferenza, ma allo stesso tempo forti ed eccitanti come le virtù di quella ragazza. Un'altra leggenda azteca vuole che Quetzalcoatl venne punito dagli altri dei per aver condiviso il cioccolato con gli esseri umani e che donò loro i semi della pianta, che essi utilizzavano come moneta. Ad alcune vittime del sacrifici che non desideravano unirsi alla danza rituale prima della loro morte, veniva spesso dato del cioccolato servito in una zucca svuotata per sollevare il loro morale.

### La scoperta del cioccolato da parte degli europei

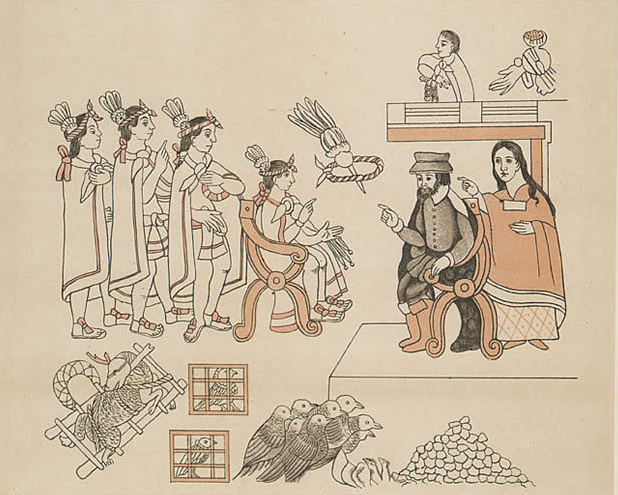
L'incontro tra Hernán Cortés e l'imperatore Montezuma

Fino al XVI secolo l'albero del cacao era del tutto sconosciuto agli europei.
Cristoforo Colombo venne a conoscenza dei semi del cacao il 15 agosto 1502, quando, durante il suo quarto viaggio nelle Americhe, fece sequestrare una grande canoa nativa contenente i semi della pianta. Suo figlio Fernando riporta che gli indigeni apprezzavano molto i semi: «quando furono portate a bordo della nave insieme alle altre merci, mi accorsi che tutti si chinavano a raccogliere le mandorle (i semi di cacao) ogniqualvolta queste cadevano a terra. Quando lo facevano sembrava che fosse caduto a loro un occhio.» Dalle foreste dell'America centrale, il cacao giunse in Europa attorno alla metà del Cinquecento. Benché Colombo avesse fatto conoscere il cacao a Ferdinando e Isabella di Castiglia, ciò non ebbe alcun impatto significativo nella gastronomia in Europa. Saranno invece i frati spagnoli a far conoscere il cioccolato nella corte spagnola.
Nonostante ciò, si pensa che il primo europeo a scoprire la bevanda del cioccolato fosse stato il conquistador Hernán Cortés quando, nel 1519, scambiato per il dio Quetzalcoatl, che secondo la leggenda sarebbe dovuto tornare proprio in quell'anno, si presentò alla corte di Montezuma, che lo accolse a braccia aperte e gli offrì un'intera piantagione di cacao con i relativi proventi. Nel 1528 Cortéz portò in Spagna alcuni semi di cacao, recandoli in dono a Carlo V. Nel 1568, Bernal Díaz, che accompagnò Cortés nei suoi viaggi di conquista del Messico, scrisse:

Il missionario gesuita spagnolo José de Acosta, che visse in Perù e poi in Messico alla fine del XVI secolo, descrisse la bevanda:

Durante la conquista spagnola della seconda metà del XVI secolo gli Aztechi consumavano una bevanda per metà di cacao ("cacahuatl") e per metà di "pochotl" che prendeva il nome di chocolatl ("chocol" di radice maya yucateca che significa caldo e "atl" di radice azteca che significa acqua; pronunciato "ciocolate"). In ogni caso, gli spagnoli per indicare le bevande a base di cacao non accolsero "cacahuate", ma preferirono adottare "chocolate" per evitare assonanze con il termine «caca», che in spagnolo è un'espressione volgare, connessa con le feci e non poteva essere tollerabile un suono del genere per indicare una bevanda consumata prevalentemente dall'aristocrazia e dalla nobiltà reale, soprattutto se riferita a una bevanda densa, di colore marrone scuro e originariamente amara.
Dopo la conquista dell'impero azteco da parte degli spagnoli (1519-1521), il cioccolato iniziò a essere importato in Europa. Gli spagnoli lo impiegarono dapprima come medicinale (credevano che il suo sapore amaro potesse guarire il dolore addominale). In un secondo momento, quando lo addolcirono, esso divenne parte dell'alimentazione dei nobili. In un primo momento gli spagnoli utilizzavano delle spezie simili per ricreare il gusto originale del cioccolato mesoamericano. Ciò smise di essere una consuetudine entro la fine del XVIII secolo.
Con la Conquista spagnola, s'impose l'uso del molinillo, che ruotato velocemente avanti e indietro tra le mani consentiva di ottenere in tempi più brevi la densa schiuma tanto amata dai consumatori della bevanda. Non si può non notare, per inciso, la singolare coincidenza del procedimento di preparazione della bevanda di cacao e acqua per travaso, con l'uso africano di preparare il tè (tre cicli successivi di preparazione, ciascuno dei quali si ottiene per bollitura delle foglie di tè, travasi ripetuti dall'alto fino al montare della schiuma - peraltro ovviamente meno consistente di quella del cacao - e consumo).

### Diffusione in Europa in epoca moderna

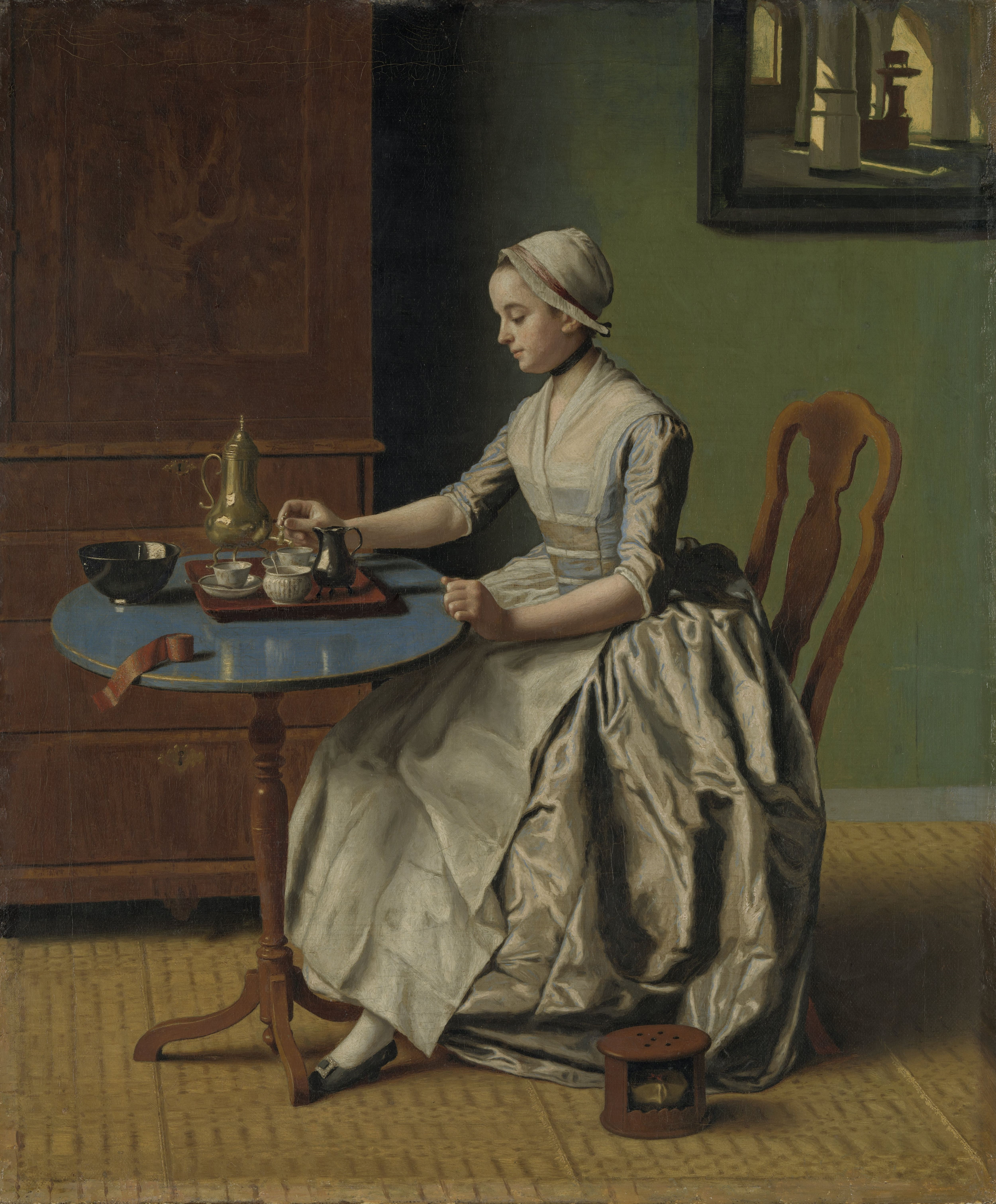
Dama seduta a un tavolino con tazza e cioccolatiera (Jean-Étienne Liotard, 1744)

Il primo carico documentato di cioccolato verso l'Europa a scopo commerciale viaggiò su una nave da Veracruz a Siviglia nel 1585 (a Siviglia aveva sede il Reale Consiglio delle Indie, attraverso cui la corona spagnola controllava tutti i traffici commerciali, l'amministrazione, gli aspetti militari e religiosi delle proprie colonie d'oltreoceano. Tutti i movimenti materiali avvenivano attraverso il porto di Cadice). Il cioccolato veniva sempre servito come bevanda, ma gli europei, e in particolar modo gli ordini monastici spagnoli, depositari di una lunga tradizione di miscele e infusi, ci aggiunsero la vaniglia e lo zucchero per correggerne la naturale amarezza e tolsero il pepe e il peperoncino.
Pare che sia stato il vescovo Francisco Juan de Zumárraga nel 1590 ad aggiungere lo zucchero alla ricetta della bevanda. Un'opera del 1591 di Juan Cardenas è fra le prime a citare la controversia. Per tutto il Cinquecento il cioccolato rimane un'esclusiva della Spagna, che ne incrementa le coltivazioni. La tradizionale lavorazione per la produzione delle tavole di cioccolato solide, anch'esse di origine azteca, viene importata nella Contea di Modica, allora protettorato spagnolo. Tale lavorazione dà origine allo xocoàtl, un prodotto che gli abitanti del Messico ricavavano dai semi di cacao triturati su una pietra chiamata metate, prodotto che ormai si produce nella sola Modica in Sicilia.
Nel Seicento il cacao arriva in Toscana per merito del commerciante di Firenze Francesco d'Antonio Carletti, concedendo ai mercanti Lucchesi, i patrizi Maionchi, la diffusione dei cosiddetti "semi delle Americhe". Fu Caterina, figlia di Filippo II di Spagna, che sposò nel 1585 Carlo Emanuele I, duca di Savoia a diffondere il cioccolato con l'arrivo a Firenze alla corte di Cosimo III de Medici. Con l'arrivo della cioccolata in Europa, che allora era consumata solo come bevanda, nacque fra i teologi moralisti una lunga disputa, durata due secoli, per decidere se fosse un liquido (che non infrange la legge del digiuno) oppure un cibo (che infrange il digiuno).
Nel 1606 il cioccolato veniva prodotto in Italia nelle città di Firenze, Venezia e Torino. Le tracce dell'antico legame fra Firenze e la cioccolata si ritrovano in alcuni fondi librari della Biblioteca Nazionale Centrale di Firenze (Magliabechiano e Palatino), dove si rintracciano numerosi scritti che testimoniano a partire dal 1600 un acceso dibattito sul cioccolato e sui suoi consumi (Francesco Redi, Lorenzo Magalotti, Francesco D'Antonio Carletti). Sempre a Firenze, dal 1680, si rintracciano numerosi scritti sul tema della cioccolata. Nel 1680 esce Differenza tra il cibo e 'l cioccolatte… (a cura di Giovan Battista Gudenfridi), cui seguono nel 1728, Parere intorno all'uso della cioccolata (Giovan Battista Felici), Lettera in cui si esaminano le ragioni addotte dall'Autore del primo parere intorno all'uso della cioccolata (Lorenzo Serafini), Lezione accademica in lode della cioccolata (Giuseppe Avanzini) e Altro parere intorno alla natura, ed all'uso della Cioccolata disteso in forma di lettera… (Francesco Zeti).
Nel 1615 Anna d'Austria, sposa di Luigi XIII, introdusse il cioccolato in Francia. Tra il 1659 e il 1688 l'unico cioccolataio presente a Parigi fu David Chaillou. Nel 1650 il cioccolato viene commercializzato anche in Inghilterra; a Oxford si inizia a servire il cioccolato negli stessi locali in cui si serviva il caffè. Nel XVII secolo divenne un lusso diffuso tra i nobili d'Europa e gli olandesi, abili navigatori, ne strapparono agli spagnoli il controllo mondiale e il predominio commerciale.
Tra l'inizio del XVII e la fine del XIX secolo, l'alta domanda di cioccolato, e la faticosa e lenta lavorazione della fava di cacao, che era manuale, portò a un fiorente mercato di schiavi e quindi di piantagioni gestite da coloni inglesi, olandesi e francesi. A causa della mancanza di lavoratori mesoamericani, in gran parte dovuto alle malattie portate sul suolo americano dagli stessi europei, il cacao usato per fare il cioccolato veniva prodotto da lavoratori salariati poveri e africani ridotti in schiavitù.
Nella Venezia del Settecento nascevano le prime "botteghe del caffè" (o coffee house), antesignani dei nostri bar; esse erano, certamente, anche "botteghe della cioccolata" e facevano a gara per modificare la ricetta esistente inventando nuove versioni. Nel 1760 la Gazzetta Veneta documenta l'ormai enorme diffusione del prodotto. Fino a tutto il XVIII secolo il cioccolato viene considerato la panacea, e gli si attribuiscono virtù miracolose.
Il Brasile, il Venezuela, la Martinica e le Filippine aumentano in modo spropositato la coltivazione di cacao; contemporaneamente molte città europee si pregiano della fama per la lavorazione del cioccolato; un esempio fra tutti è Torino, che ha una produzione di ben 350 kg al giorno, esportato in maggior parte in Austria, Svizzera, Germania e Francia, dove poco alla volta la preparazione di bevande al cioccolato diventa una passione per molti. Alla fine del XVIII secolo il primo cioccolatino da salotto, come lo conosciamo oggi, fu inventato a Torino da Doret: la tradizione del cioccolato nel 1800 era talmente radicata a Torino e in Piemonte che gran parte dei cioccolatai attivi in Italia, come Gay-Odin a Napoli e la Bottega del cioccolato a Roma, erano originari di questa regione.
Nel 1729, il bristoliano Walter Churchman presentò al re Giorgio II il brevetto e l'uso esclusivo di un'invenzione per «produrre rapidamente, finemente e in modo pulito il cioccolato mediante un motore». La macchina di Churchman, che è considerata la prima macinatrice meccanica del cacao, riusciva a schiacciare una quantità mai vista prima di semi di cacao, servendosi probabilmente di un sistema ad acqua. Il brevetto di un processo di raffinazione del cioccolato fu in seguito acquistato nel 1761 da Joseph Fry, che fondò la Fry, Vaughan & Co, poi divenuta JS Fry & Sons.
Per velocizzare la produzione si utilizzavano mulini azionati a energia eolica o tramite cavalli. A facilitare il processo di estrazione contribuiva anche il riscaldamento degli ambienti di lavoro delle macine, un'innovazione introdotta nel 1732. La Chocolaterie Lombart, fondata nel 1760, affermava di essere stata la prima azienda specializzata nella vendita di cioccolato in Francia, dieci anni prima che venisse aperta la Pelletier et Pelletier.

### Dall'Ottocento fino a oggi
Agli inizi della rivoluzione industriale, il perfezionamento delle tecnologie, e l'introduzione di nuove, tra cui la macchina a vapore, permisero di migliorare i processi produttivi del cioccolato. Nel 1815 il chimico olandese Coenraad Johannes van Houten riuscì a ridurre l'amarezza del cioccolato aggiungendovi dei sali alcalini. Alcuni anni dopo, nel 1828, creò una pressa per rimuovere circa la metà del grasso naturale (burro di cacao) dal liquore al cioccolato, dando al cioccolato più consistenza e rendendolo più economico da produrre. La sua invenzione, conosciuta come "cacao olandese", permise di produrre l'alimento in barrette e segnò l'inizio dell'epoca moderna del cioccolato. Nel 1847 la JS Fry & Sons ideò un cioccolato modellabile contenente burro di cacao fuso: nel periodo vittoriano quell'azienda divenne la più grande produttrice al mondo di cioccolato. Sebbene le bevande al cioccolato venissero insaporite con il latte fin dalla metà del XVII secolo, nel 1875, Daniel Peter, un fabbricante svizzero di candele, si associò al suocero (François-Louis Cailler, inventore della tavoletta di cioccolato) nella produzione del cioccolato. Nel 1867 cominciarono a inserire il latte tra gli ingredienti e presentarono sul mercato il cioccolato al latte nel 1875. Per rimuovere l'acqua contenuta nel latte, consentendone una più lunga conservazione, fu assistito da un vicino, un fabbricante di alimenti per l'infanzia di nome Henri Nestlé. Nel 1879 Rodolphe Lindt inventò la macchina del concaggio, la cui azione consiste nel mantenere il cioccolato fuso rimescolato a lungo per assicurarsi che la miscelazione sia omogenea. La procedura ne migliorò la consistenza e il gusto. Il cioccolato prodotto con questo metodo è il cosiddetto "cioccolato fondente".

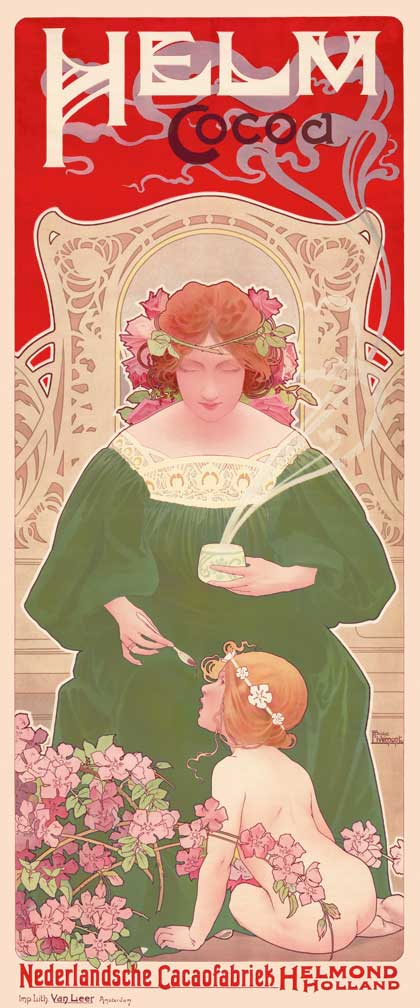
Manifesto pubblicitario di una ditta produttrice di cacao (Privat-Livemont, 1899)

Nel 1802 Bozzelli inventò una macchina per raffinare la pasta di cacao e miscelarla con zucchero e vaniglia. In realtà, bisogna aspettare il 1820 perché il sistema fosse messo a punto, e la prima tavoletta di cioccolato di tipo commerciale fu prodotta in Inghilterra. Nel 1826, sempre a Torino, Pierre Paul Caffarel cominciò la produzione di cioccolato in grandi quantità grazie a una nuova macchina capace di produrre oltre 300 kg di cioccolato al giorno. Nel 1828 l'olandese Conrad J. van Houten brevettò un metodo per estrarre il grasso dai semi di cacao trasformandoli in cacao in polvere e burro di cacao.
Il primo cioccolato in forma solida realizzato su scala più estesa rispetto a quello di Doret sembra essere stato prodotto nel 1847 da Joseph Fry. Nel 1852, a Torino, Michele Prochet comincia a miscelare cacao con nocciole tritate e tostate creando la pasta Gianduia, che verrà poi prodotta sotto forma di gianduiotti incartati individualmente..
Nel 1845 fu fondata a Zurigo la Lindt & Sprüngli: in origine una pasticceria gestita dalla Sprüngli prima che questa iniziasse a produrre cioccolato solido su scala industriale. Tra la fine del XIX e l'inizio del XX secolo, altre aziende iniziarono a vendere il cioccolato: tra queste vi erano la Nestlé, la Cadbury e la Hershey's.
Il cacao è stato anche motivo di una continua lotta finanziaria tra i grandi esportatori (Africa e Brasile) e i mercati d'acquisto (Europa e Stati Uniti). L'affinamento delle macchine portò a una crescente produzione di cioccolato solido e a un minore consumo di bevande al cacao. Si iniziarono a produrre nuovi prodotti a base di cioccolato; il costo dell'alimento iniziò a scendere drasticamente tra la fine dell'Ottocento e gli inizi del secolo successivo, quando si iniziò a produrlo in Asia e all'Africa anziché nelle Americhe. All'epoca la classe media poteva permettersi di acquistarlo.
Durante il XX secolo il cioccolato era onnipresente nelle razioni militari.
L'iniziale artificioso rialzo dei prezzi provocò una forma di boicottaggio commerciale, soppresso dalle necessità della seconda guerra mondiale. Terminata la guerra, vi fu una diminuzione del prodotto, determinato da malattie e dall'invecchiamento delle piantagioni, sintomo di una non oculata gestione delle stesse. Il valore commerciale della produzione americana (soprattutto Messico e Guatemala) è superiore a quello della produzione africana o di altri paesi. In Italia, la regione di Torino produce il 40% della produzione italiana per un volume di 85 000 tonnellate annuali.
Circa due terzi del cacao mondiale vengono prodotti nell'Africa occidentale, di cui la Costa d'Avorio è la fonte maggiore: da essa si producono 1 448 992 tonnellate di cacao.

### Il cioccolato e i grandi personaggi storici
Hanno avuto una passione per il cioccolato innumerevoli personaggi storici, tra loro re, imperatori, musicisti, scrittori e papi:
- Papa Pio V, benché inflessibile per certi versi, nel 1569 generò scalpore consentendo nei periodi di digiuno la consumazione di una tazza di cioccolata al giorno, adducendo come motivazione il fatto che fosse liquida[44].
- Madame de Maintenon, sposa morganatica del Re Sole.
- Le favorite di Luigi XV.
- Maria Antonietta, moglie di Luigi XVI, che viaggiava sempre col suo cioccolataio personale.
- Voltaire sembra bevesse una dozzina di tazze di cioccolata al giorno, per combattere la debolezza in tarda età[44].
- Carlo Goldoni nelle sue commedie elogia in vario modo la bevanda[45].
- Giacomo Casanova ne faceva uso per gli effetti afrodisiaci[44].
- Wolfgang Amadeus Mozart canta il suo desiderio di cioccolata in Così fan tutte.
- Grandi appassionati: Čajkovskij, Stendhal, Goethe, Leonardo Sciascia, Alessandro Manzoni, la marchesa de Sèvigné, Gabriele D'Annunzio e Fidel Castro[44].

## Preparazione

Schema di preparazione del cioccolato

La preparazione del cioccolato avviene seguendo il seguente schema:
1. Miscelazione
2. Concaggio
3. Temperaggio
4. Modellaggio
5. Confezionamento.

### Miscelazione
Il processo di preparazione del cioccolato ha inizio con la "miscelazione" (blending o mélangeur). Partendo dall'ingrediente base della pasta di cacao, ottenuta dalla lavorazione dei semi del cacao, vengono aggiunti gli altri ingredienti necessari, più precisamente:
- "fondente": polvere di cacao, burro di cacao, zucchero e vaniglia;
- "al latte": come sopra, ma con aggiunta di latte condensato o latte in polvere;
- "bianco": burro di cacao, zucchero, vaniglia, latte o latte in polvere.

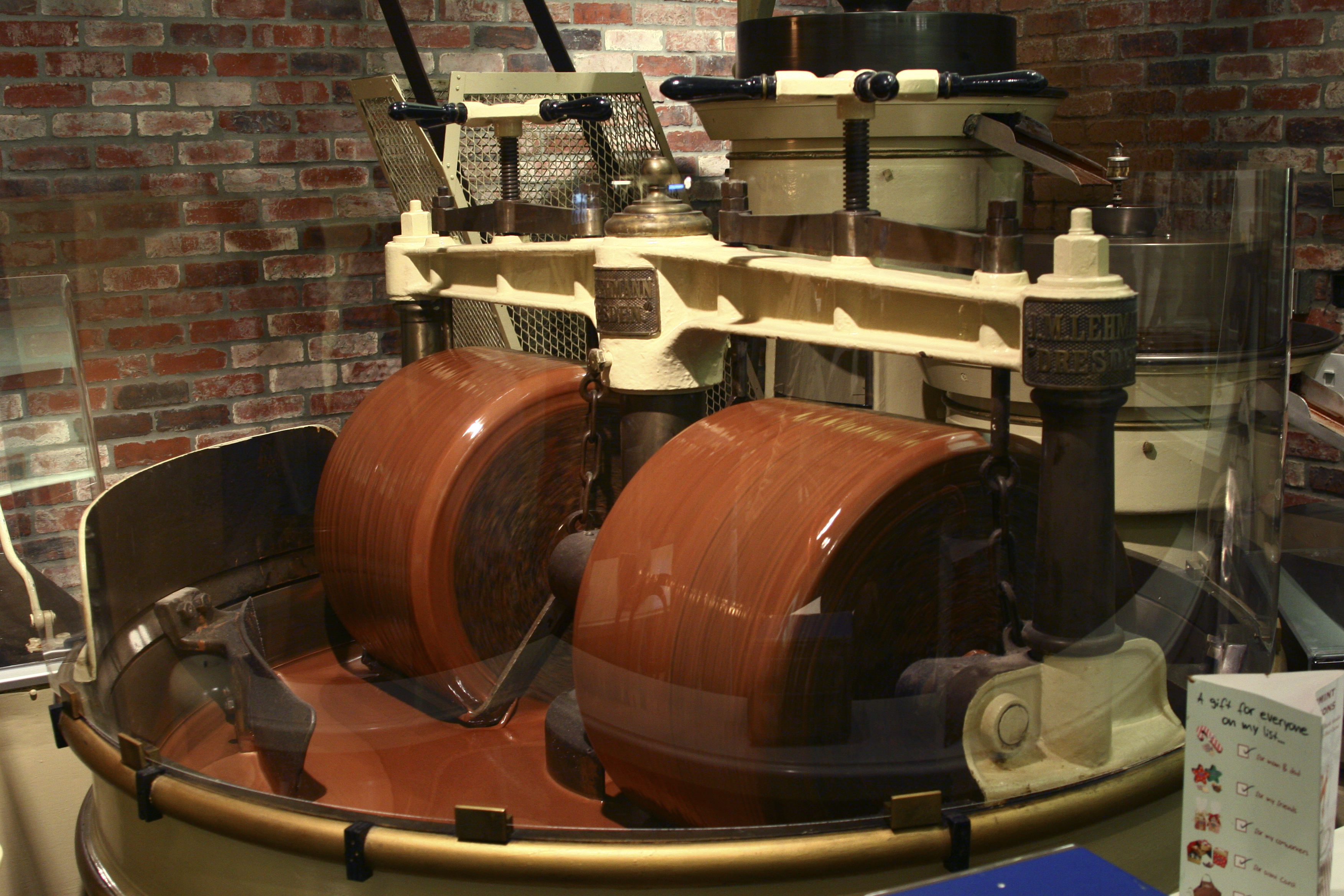
Miscelazione del cioccolato

In alcuni paesi la legge consente di tagliare il burro di cacao con altri grassi vegetali. Spesso viene aggiunta anche la lecitina di soia, che agisce come agente emulsionante favorendo una maggiore omogeneizzazione degli ingredienti. Diversi produttori introducono variazioni personalizzate alle proporzioni delle ricette base, come una sorta di "marchio di fabbrica".
Il cioccolato fondente più pregiato arriva a contenere non meno del 70% di cacao (sia polvere sia burro). L'impasto viene poi passato dalle raffinatrici, che sono delle macchine laminatrici (tipiche fra queste quelle funzionanti a 5 cilindri). Il passaggio attraverso le macchine raffinatrici è detto in inglese refining o fine grinding.

### Concaggio
Il successivo stadio prende il nome di "concaggio" (conchage o conching). Consiste nel mescolare per tempi molto lunghi la miscela di ingredienti in apposite impastatrici dette conche aggiungendo eventualmente dell'altro burro di cacao. Ciò deve avvenire a temperatura controllata appena sufficiente a mantenere la miscela liquida avendo cura di rompere i grumi dei vari ingredienti fino a portarli a dimensioni inavvertibili dalla lingua e a farne una massa perfettamente liscia e omogenea.
I cioccolati più pregiati vengono trattati in questo modo per non meno di una settimana. Terminata questa fase, il cioccolato viene mantenuto fuso in serbatoi a 45-50 °C. Il concaggio serve, fra le altre cose, anche a ossidare i tannini. Tale tipo di lavorazione fu inventato, nel 1880, da Rodolphe Lindt.
D'altra parte vi sono dei famosi cioccolati volutamente non concati, quali ad esempio quello di Modica, che si caratterizzano proprio per l'assenza di questa fase del processo di lavorazione.

### Tempra
La fase successiva al concaggio è la "tempra" (tempering).
Dato che il burro di cacao tende a cristallizzare in modo polimorfo e irregolare, la massa di cioccolato fuso deve venire raffreddata cautamente in modo da portare alla cristallizzazione desiderata, che produce un cioccolato che si spezza ma che allo stesso tempo si scioglie morbidamente. Per ottenerla, la massa di cioccolato viene raffreddata gradualmente da 45 °C a 27 °C, quindi riscaldata a 31 °C (±1 °C) per il cioccolato fondente, e 29 °C per quello al latte e successivamente raffreddata fino allo stato solido.

### Formatura
Dopo la tempra il cioccolato viene sottoposto alla "formatura" (molding): viene versato in stampi che sono posti in leggera vibrazione per eliminare le bolle di aria imprigionate all'interno. Una volta raffreddato, il cioccolato assumerà la forma degli stampi ed è pronto per il confezionamento.

### Confezionamento
Nel settore del cioccolato vengono utilizzati principalmente fogli di alluminio che viene solitamente accoppiato con la carta grease proof, per un completo isolamento dall'ambiente esterno.

## Tipi e caratteristiche organolettiche del cioccolato

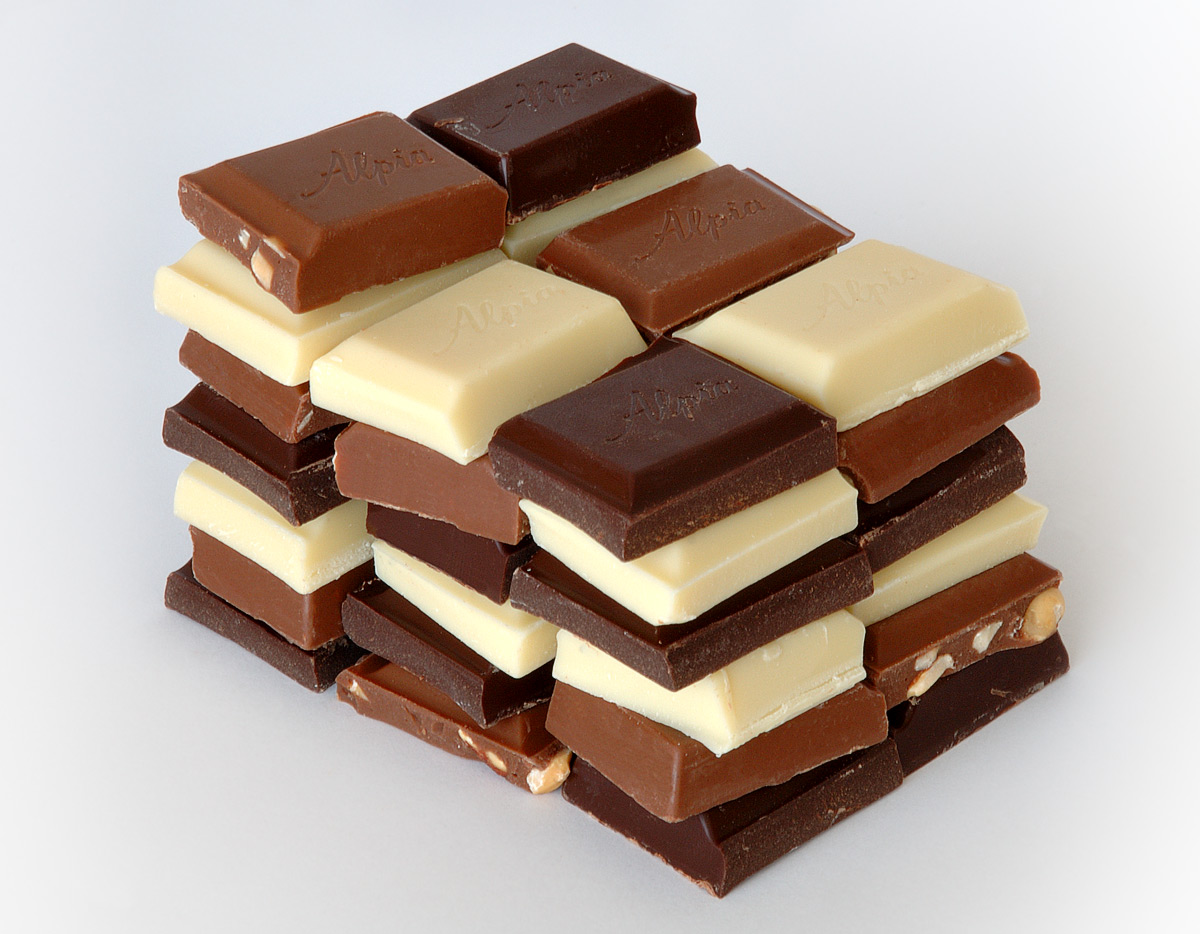
Quadretti di cioccolato bianco, al latte, fondente e alle nocciole

- Cioccolato bianco: di colore avorio, lucido con profumo intenso, ricco e persistente; con sentori di latte, burro, vaniglia e biscotto; gusto dolce molto marcato, aroma intenso e persistente.
- Cioccolato al latte: di colore marrone chiaro, lucido con profumo persistente, ricco e un aroma pieno di caramello e cacao. Al palato ha una buona fusibilità e una quantità percettibile di grassi; inoltre ha una struttura croccante. Gusto dolce con una leggera nota di amaro del cacao. Aroma intenso e persistente.
- Cioccolato mi-doux: miscela di cioccolato al latte e fondente, colore marrone lucido, profumo intenso e persistente di cacao, caffè tostato e liquirizia. Buona fusibilità in bocca e struttura croccante. Gusto dolce con nota di amaro. Gusto intenso e persistente.
- Surfin: dal colore marrone intenso, lucido con profumo intenso, forte e ampio; sentori di cacao tostato, liquirizia e tabacco. Struttura croccante in bocca e ottima fusibilità. Gusto dolce con una nota media di amaro e aroma fine e molto persistente.
- Extra-bitter: dal colore marrone scuro, molto lucido. Profumo fragrante, aromatico, molto intenso e persistente. Sentori di cacao, caffè e orzo tostato. Struttura croccante, fusibilità lenta. Gusto intenso e persistente, amaro con una nota di dolce.
- Amaro: dal colore marrone scuro tendente al nero. Profumo forte, molto intenso, aromatico. Sentori del cacao miscelata alla viola, al tabacco e alla liquirizia. Molto croccante al morso, fusibilità lenta in bocca, gusto amaro

### Definizioni adottate nell'Unione europea

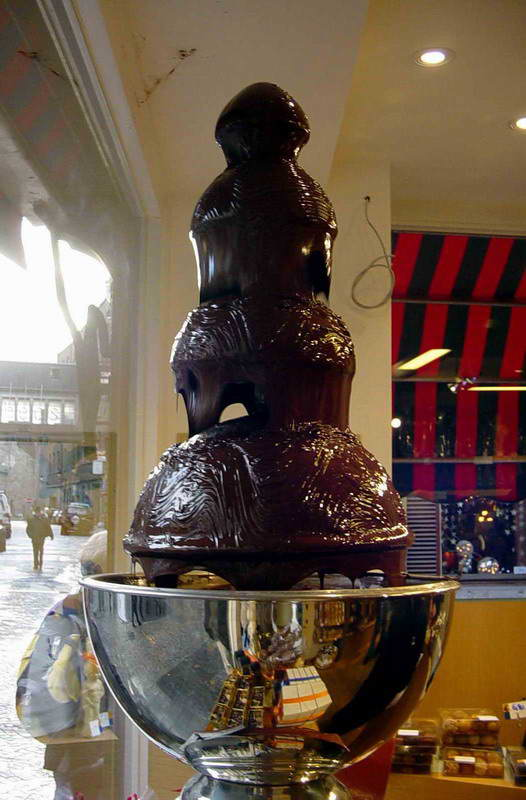
Una fontana di cioccolato in un negozio di Bruxelles, Belgio

Di seguito vengono riportate le definizioni adottate nell'Unione europea:
- Burro di cacao: la sostanza grassa ottenuta da semi di cacao o da parti di semi di cacao.
- Cacao in polvere o cacao: il prodotto ottenuto mediante trasformazione in polvere di semi di cacao puliti, decorticati e torrefatti e che presenta un tenore minimo di burro di cacao del 20% (percentuale calcolata sul peso della sostanza secca) e un tenore massimo di acqua del 9%.
- Cacao magro in polvere o cacao magro: è cacao in polvere con un tenore di burro di cacao inferiore al 20%.
- Cioccolato in polvere: un miscuglio di cacao in polvere e zuccheri, contenente non meno del 32% di cacao in polvere.
- Cioccolato comune in polvere o cacao zuccherato: un miscuglio di cacao in polvere e zuccheri, contenente non meno del 25% di cacao in polvere; si aggiunge il termine "magro" se il prodotto sia magro o fortemente sgrassato ai sensi della definizione precedente.
- Cioccolato: il prodotto ottenuto da prodotti di cacao e zuccheri che presenta un tenore minimo di sostanza secca totale di cacao del 35%, di cui non meno del 18% di burro di cacao e non meno del 14% di cacao secco sgrassato.
- Cioccolato al latte: il prodotto ottenuto da prodotti di cacao, zuccheri e latte o prodotti a base di latte e che presenta un tenore minimo di sostanza secca totale di cacao del 25%, di sostanza secca del latte del 14%, di cacao secco sgrassato del 2,5%, di grassi del latte del 3,5%, di grassi totali (burro di cacao e grassi del latte) del 25%.
- Cioccolato comune al latte: il prodotto ottenuto da cacao, zuccheri e da latte o da prodotti a base di latte, che presenta un tenore minimo di sostanza secca totale di cacao del 20%, di sostanza secca del latte del 20%, di cacao secco sgrassato del 2,5%, di grassi del latte del 5%, e di grassi totali (burro di cacao e grassi del latte) del 25%. Il Regno Unito, l'Irlanda e Malta possono autorizzare l'uso nel loro territorio del termine milk chocolate per questo tipo di cioccolato a condizione che tale termine sia accompagnato dall'indicazione del tenore di sostanza secca di latte nella forma «sostanza secca di latte: …% minimo».
- Cioccolato bianco: il prodotto ottenuto da burro di cacao, latte o prodotti a base di latte e zuccheri, e che contiene non meno del 20% di burro di cacao e del 14% di sostanza secca del latte; burro o grassi del latte devono essere presenti in quantità pari almeno al 3,5%.

## Valori nutrizionali
La tabella seguente riporta i valori nutrizionali corrispondenti a 100 grammi di cioccolato:
| Valori nutrizionali (per 100 g di prodotto) | Valori nutrizionali (per 100 g di prodotto) | Valori nutrizionali (per 100 g di prodotto) | Valori nutrizionali (per 100 g di prodotto) |
| Tipo                                        | Cioccolato amaro                            | Cioccolato al latte                         | Cioccolato bianco                           |
| ------------------------------------------- | ------------------------------------------- | ------------------------------------------- | ------------------------------------------- |
| Proteine (g)                                | 3,2                                         | 7,6                                         | 7,5                                         |
| Lipidi (g)                                  | 33,4                                        | 32,3                                        | 37                                          |
| Carboidrati (g)                             | 60,3                                        | 57                                          | 52                                          |
| Lecitina pura (g)                           | 0,3                                         | 0,3                                         | 0,3                                         |
| Teobromina (g)                              | 0,6                                         | 0,2                                         | --                                          |
| Calcio (mg)                                 | 20                                          | 220                                         | 250                                         |
| Magnesio (mg)                               | 80                                          | 50                                          | 30                                          |
| Fosforo (mg)                                | 130                                         | 210                                         | 200                                         |
| Ferro (mg)                                  | 2                                           | 0,8                                         | tracce                                      |
| Rame (mg)                                   | 0,7                                         | 0,4                                         | tracce                                      |
| Vitamina A (IU)                             | 40                                          | 300                                         | 220                                         |
| Vitamina B1 (mg)                            | 0,06                                        | 0,1                                         | 0,1                                         |
| Vitamina B2 (mg)                            | 0,06                                        | 0,3                                         | 0,4                                         |
| Vitamina C (mg)                             | 1,14                                        | 3                                           | 3                                           |
| Vitamina D (IU)                             | 50                                          | 70                                          | 15                                          |
| Vitamina E (mg)                             | 2,4                                         | 1,2                                         | tracce                                      |
| Valore energetico (kJ)                      | 2.080                                       | 2.160                                       | 2.260                                       |
| Valore energetico (kcal)                    | 495,2                                       | 514,2                                       | 538                                         |

Come il cacao così il cioccolato, suo derivato, è un prodotto blandamente psicoattivo per via del suo contenuto di teobromina, di feniletilamina, di piccole quantità di anandamide (un cannabinoide endogeno del cervello), caffeina e triptofano. La quantità di caffeina contenuta nel cioccolato non è considerata significativa, a meno che non venga espressamente aggiunta durante la lavorazione.

## Studi e ricerche sul cacao e sul cioccolato

Struttura di un isoflavonoide

Uno studio del 2003 promosso dall'Istituto Nazionale di Ricerca per gli Alimenti e la Nutrizione (INRAN) di Roma, sostiene che il cioccolato faccia bene al cuore. I risultati hanno rivelato che il fondente aumenta del 20% le concentrazioni di antiossidanti nel sangue, mentre quello al latte non ha alcun effetto; addirittura il fondente perde ogni effetto se accompagnato a un bicchiere di latte. Secondo i ricercatori il latte farebbe diminuire gli effetti positivi e cardioprotettivi in quanto cattura le epicatechine, flavonoidi presenti nel cacao che possiedono un elevato potere antiossidante.
Il cacao è l'alimento più ricco di teobromina, isomero della teofillina, che è un potente inibitore della fosfodiesterasi, come alcuni farmaci (enoximone, milrinone) usati in caso di insufficienza cardiaca acuta, sotto controllo medico perché su questi pazienti hanno una frequenza di aritmie cardiache.
Secondo Roberto Corti dell'Università di Zurigo il cioccolato fondente può ritardare l'indurimento delle arterie in coloro che fumano, limitando il rischio di malattie cardiache anche gravi. Lo studio è stato pubblicato sulla rivista "Heart".
Sono segnalate allergie alimentari alla fenilalanina contenuta nel cioccolato. Invece, in uno studio tedesco pubblicato dalla rivista dell'associazione americana dei medici, si sostiene che il cioccolato fondente avrebbe anche la capacità di ridurre la pressione del sangue, in particolare la pressione sistolica o "massima", per effetto dei polifenoli della cioccolata fondente, antiossidanti che sono alla base degli stessi effetti positivi sul cuore che ha il vino rosso, di cui il cioccolato conterrebbe una maggiore quantità.
Taluni studi correlano la feniletilammina contenuta nel cioccolato con la diminuzione del fenomeno della depressione. Secondo uno studio, però, il cioccolato non avrebbe effetto antidepressivo.
Alcune ricerche che prendono in considerazione diversi studi sui potenziali effetti benefici e dannosi del cioccolato fondente sono Dark Chocolate: To Eat or Not to Eat? A Review, pubblicato sul Journal of AOAC INTERNATIONAL nel 2019, Chocolate and Health: Friend or Foe?, curato da Mauro Serafini ed Emilio Jirillo, che raccoglie articoli pubblicati su Frontiers in Nutrition e su Frontiers in Immunology nel corso 2017, e lo studio COSMOS (‘COcoa Supplement and Multivitamin Outcomes Study’). Quest'ultimo ha coinvolto oltre 20 000 persone fra uomini e donne di età pari o superiore ai 60 anni negli Stati Uniti.
Da quanto viene asserito da altri studi, inoltre, il cioccolato avrebbe un'influenza positiva sull'umore degli esseri umani e aumenterebbe il desiderio sessuale, proprio come sosteneva Giacomo Casanova.
- Da più parti arrivano le conferme che il cioccolato riduca anche i fattori di rischio cardiovascolare attraverso il suo alto contenuto di flavonoidi, a cui è riconosciuto un elevato potere antiossidante[67][68].

Gli studi normalmente considerano una quantità di cioccolato fondente dai 20 ai 50 g/die, pari a circa 230 kcal, dose consigliabile oltre cui non sono rilevati ulteriori benefici.

### Effetti sugli animali

Struttura della teobromina

La teobromina contenuta nel cioccolato è tossica per i cani, i cavalli e altri piccoli animali che sono incapaci di metabolizzarla.
In piccole quantità riesce a essere un potente stimolante per i cavalli, al punto da essere bandito dalle corse in quanto sostanza illegale.
Se un animale mangia del cioccolato in quantità consistente, la teobromina può permanere nel suo sangue fino a 20 ore, provocandogli disturbi che possono andare dalle convulsioni all'attacco cardiaco, all'emorragia interna fino - nei casi peggiori - alla morte. Il primo trattamento, da eseguirsi entro due ore dall'ingestione, consiste nel provocare il vomito. È quindi necessario interpellare un veterinario.
La DL50, ossia la dose letale per il 50% del campione, della teobromina per i cani è 330 milligrammi per chilogrammo di peso corporeo, un dato simile a quello della caffeina per gli esseri umani. Un cane di circa 20 kg di peso soffrirà qualche disturbo intestinale dopo aver mangiato circa 250 g di cioccolato al latte, bradicardia o aritmia cardiaca se ne mangia mezzo chilo. Col cioccolato fondente le dosi letali sono superiori, essendo questo più ricco di cacao.

## Prodotti dolciari al cioccolato

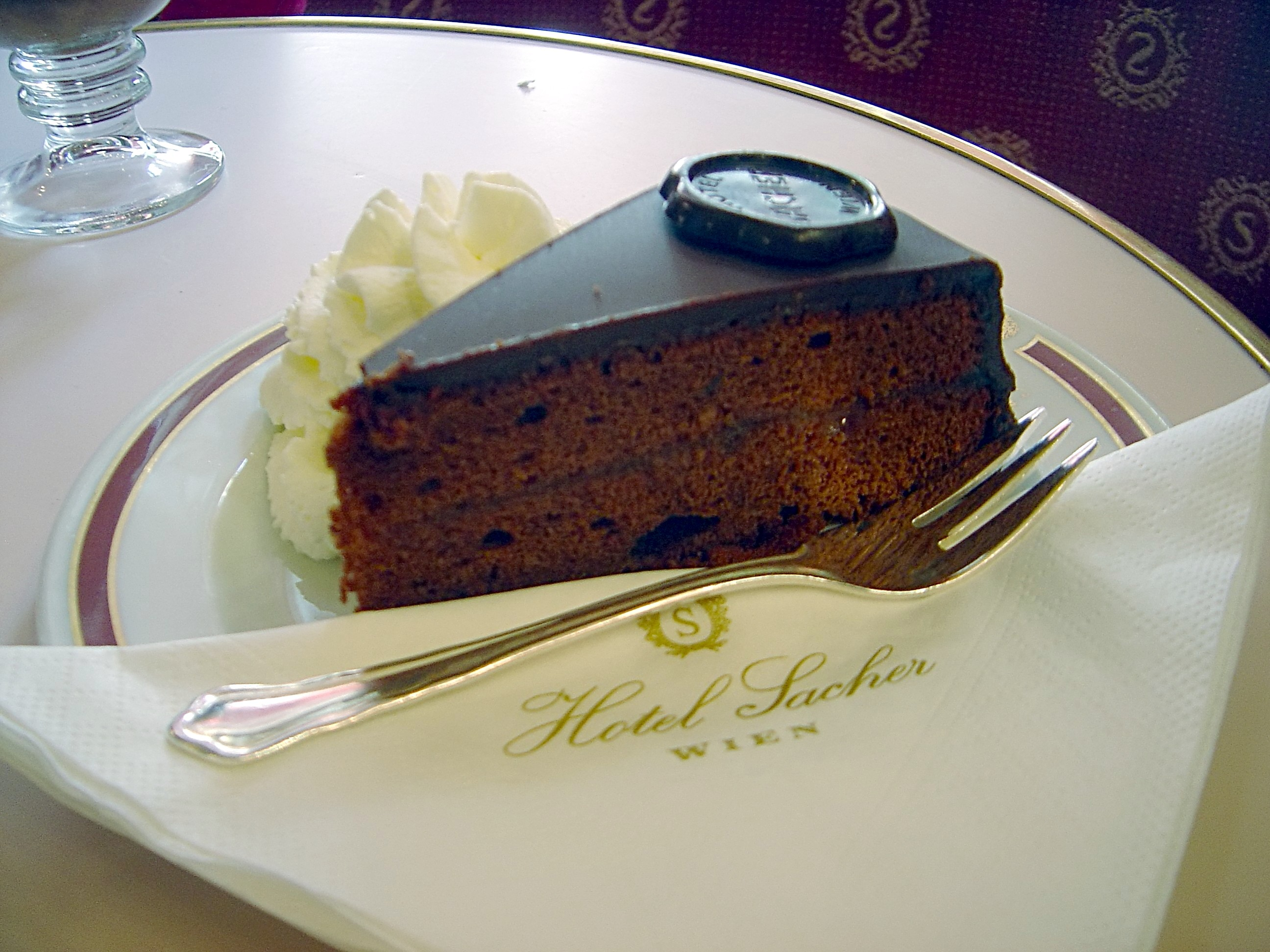
Sachertorte dall'Hotel Sacher, Vienna

Il cioccolato viene utilizzato nella preparazione di tantissimi prodotti dolciari, tra cui:
- Tavolette o barrette di cioccolato.
- Cioccolatini: possono essere di varie forme e arricchiti (ricoperti o ripieni) con tantissimi ingredienti. Tra i tanti tipi di cioccolatini si hanno i cremini, i gianduiotti.
- Praline.
- Uova di Pasqua e conigli pasquali.
- Scaglie di cioccolato: utilizzate per decorare e insaporire dolci.
- Torta al cioccolato (per esempio la ben nota Sacher).
- Crêpes al cioccolato.
- Gelati[74] e semifreddi.
- Mousse al cioccolato.
- Snack tascabili dove è solitamente accostato ad altri alimenti dal sapore dolce (cocco, caramello, ecc.).

## Luoghi legati al cioccolato

### Belgio
Nella prima metà dell'Ottocento nelle città del Regno ebbe inizio la produzione delle praline: piccoli cioccolatini ripieni di liquore, marzapane o cioccolato fondente.

### Italia

#### Piemonte
Torino è dal 1600 una delle capitali italiane e forse europee del cioccolato: qui sono stati inventati il cioccolato con le nocciole Prochet e la macchina per trattare industrialmente il cioccolato Caffarel. All'industria Talmone si deve la prima rete di commercializzazione nazionale di cioccolato. Altro centro piemontese rilevante nell’industria del cioccolato è Novi Ligure, che ospita un polo dolciario che include, tra gli altri, due marchi storici dell’industria dolciaria italiana, la Novi e la Pernigotti.

#### Sicilia
Il cioccolato di Modica ha origini antiche; furono gli spagnoli che, per opera di Hernán Cortés intorno al 1519 importarono i primi chicchi di cacao in Sicilia avendone appreso le qualità eccellenti e le potenzialità economiche dagli Aztechi, gli antichi abitanti dell'odierno Messico (all'epoca compreso nel colonialismo ispanico), e ne instaurarono successivamente un commercio intorno al 1580. Facendo diversi usi e avendone appreso la lavorazione, fu durante la loro dominazione in Sicilia nel XVI secolo che gli spagnoli la introdussero dapprima nel siracusano, e successivamente nella Contea di Modica, la più grande del Regno di Sicilia, tale da nominarsi anche come "Il Regno nel Regno" sia per l'estensione del suo territorio (si estendeva di fatto fino alle porte di Palermo) sia per le ricchezze economiche, le risorse del territorio, la magnifica arte barocca nonché le tradizioni dolciarie radicate in essa.
Contrariamente a quanto avvenne in seguito nel Regno d'Italia e in tutta l'Europa, a Modica non si è mai passato alla lavorazione industriale del cioccolato, conservandone così l'artigianalità della sua manifattura.
Il cioccolato modicano si presenta di colore nero scuro con riflessi bruni; rustico, quasi grezzo, con granuli di zucchero lasciati grossolani che gli conferiscono, oltre alla particolarità nel gusto, una brillantezza di riflessi quasi come "pietra marmorea"; il suo gusto di cacao è tondo, vellutato e persistente. La sua lavorazione, che avviene quasi a freddo (al massimo a 40 °C), permette di mantenere inalterate le sue caratteristiche organolettiche. Tutto ciò lo differenza dagli altri tipi di cioccolato, rendendolo originale e quindi unico nel suo genere.

### Svizzera
L'industria svizzera del cioccolato (localizzata principalmente nella Svizzera romanda) detiene record sia in termini di fatturato (1 690 milioni di franchi nel 2011) sia in termini di volume di produzione (176 332 tonnellate di cioccolato prodotte nel 2011) e di esportazione (il 60,7% della produzione). Il Paese vanta inoltre il più alto consumo di cioccolato procapite al mondo (12,3 chilogrammi). Dalla fine del Seicento a livello artigianale, la produzione di cioccolato su scala industriale cominciò nella prima metà dell'Ottocento; François-Louis Cailler (1819, inventore della "tavoletta"), Daniel Peter (1875, inventore del cioccolato al latte), Henri Nestlé (1866), Philippe Suchard (1826), Jean Tobler (1867, creatore del Toblerone) e Rodolphe Lindt (1879, inventore del cioccolato fondente).

## Il cioccolato nella cultura di massa

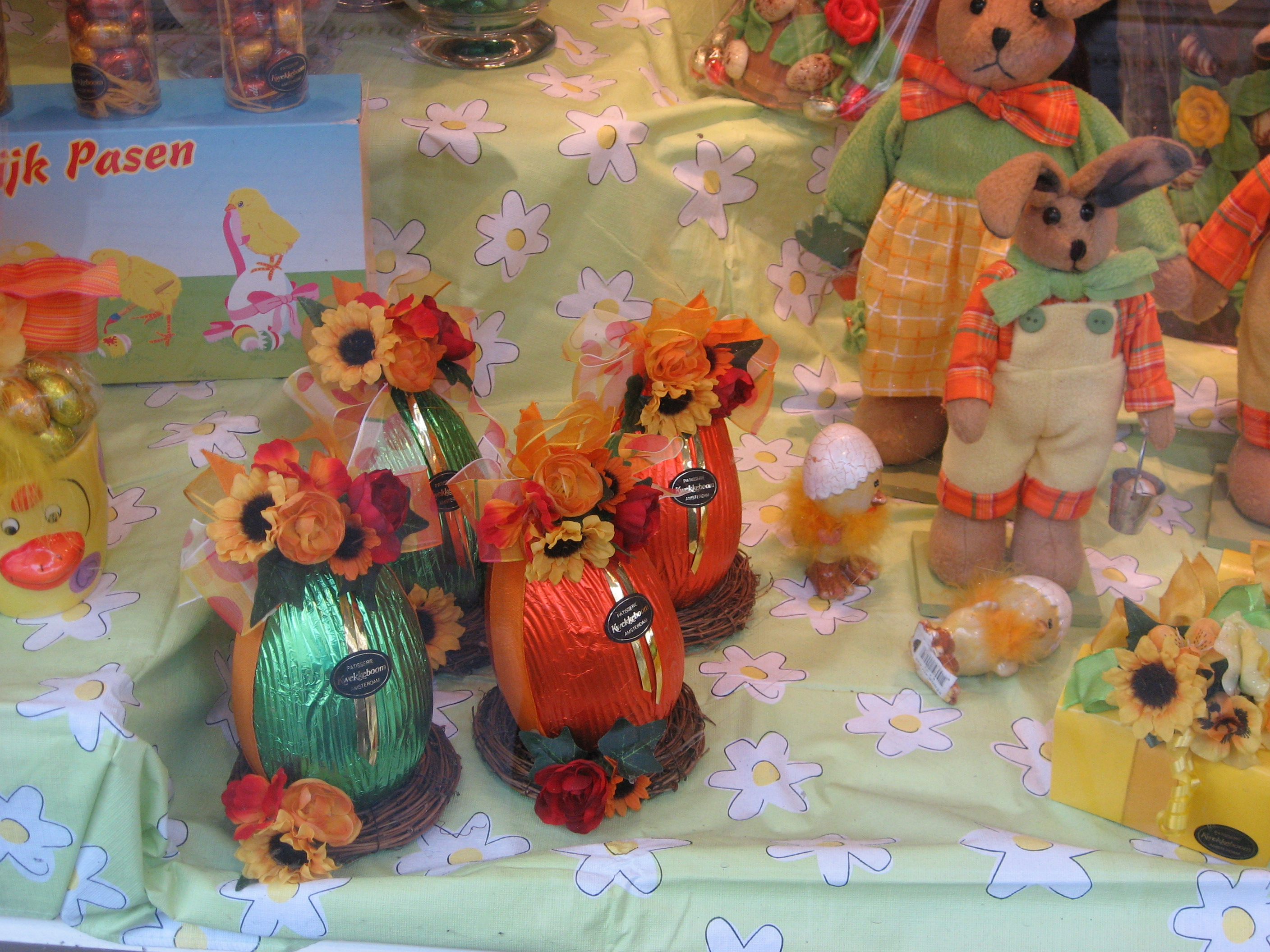
Uova di cioccolato in una vetrina

### Feste
Spesso il cioccolato viene usato per fare dei regali durante le feste. Il giorno di San Valentino, ad esempio, è tradizione regalare cioccolatini al proprio partner o ai propri amici. Anche a Natale molto spesso viene regalato del cioccolato e, soprattutto, durante la Pasqua, festa in cui si regalano uova di cioccolato (solitamente a bambini).

### Libri e film
Il cioccolato è stato il soggetto di diversi libri e film. Nel 1964, Roald Dahl pubblica una storia per bambini intitolata La fabbrica di cioccolato da cui vengono in seguito prodotti tre film: Willy Wonka e la fabbrica di cioccolato di Mel Stuart (1971), La fabbrica di cioccolato di Tim Burton (2005), molto apprezzato dalla critica e dal pubblico e Wonka (2023).
Del 1999 è il libro di Joanne Harris, Chocolat, da cui nel 2000 viene tratto l'omonimo Chocolat di Lasse Hallström.
Altri film dedicati al cioccolato sono:
- Come l'acqua per il cioccolato, di Alfonso Arau (1994);
- Lezioni di cioccolato, di Claudio Cupellini (2007);
- Emotivi anonimi, regia di Jean-Pierre Améris (2010).
- Lezioni di cioccolato 2, regia di Alessio Maria Federici (2011).

## Fiere del cioccolato
Ogni anno sono molte le fiere dedicate al cacao e al cioccolato in ogni parte del mondo; in Italia tra le più frequentate si possono ricordare: la Fiera del Cioccolato di Firenze (Piazza Santa Croce), il Cioccoshow di Bologna in Piazza Maggiore, il CioccolaTò di Torino, la manifestazione itinerante Altrocioccolato (Perugia 2001-2003, Gubbio 2004-2009, Castiglione del Lago 2010-2012, Città di Castello 2013-2015) dedicata al gusto e al consumo consapevole del cioccolato, l'Eurochocolate di Perugia (anche il capoluogo di provincia organizza una manifestazione dedicata al cioccolato) e il Chocobarocco di Modica (famosa per il cioccolato modicano, la cittadina organizza una manifestazione, originariamente legata all'Eurochocolate, poi divenuta indipendente). Infine, vi sono la meno famosa Fiera del Cioccolato di Cervia (Ravenna) e la Showcolate di Napoli, presso la Mostra d'Oltremare.

## Utilizzo degli scarti di lavorazione per scopi energetici
Nel 2007 a Timbuktu è stato sperimentato il biodiesel ricavato dal cioccolato.
Gli scarti di lavorazione primaria del cacao vengono utilizzati come fonti energetiche da biomassa per produrre energia elettrica.

## Primati
- Nel 2000 a Torino è stata realizzata una tavoletta di cioccolato di 1 500 kg, ricoperta di 500 kg di nocciole, che si è guadagnata il Guinness dei primati[87].
- Nel 2001 a Torino è stato realizzato un gianduiotto di 40 quintali[88].
- Nel 2011 a Bologna è stata realizzata la tavoletta di cioccolato più lunga del mondo: 15,9 metri × 2,3 metri. Il blend utilizzato è stato ottenuto da due cioccolati monorigine Arriba National superior Ecuador, centro de acopio de Babahoyo, e Repubblica Dominicana Bio, la tavoletta è fondente al 63% ed è entrata nel Guinness dei primati.[senza fonte]
- Nel novembre del 2018, sempre a Bologna, è stata realizzata la tavoletta di cioccolato più grande del mondo, riconosciuta anche dal Guinness dei Primati: un mosaico di 11 664 tessere che compongono i 54,38 metri quadrati, per un peso complessivo di 922 kg raffigurante la bandiera italiana[89].